# Заречье (Галичский район)
Заречье — деревня в составе Дмитриевского сельского поселения Галичского района Костромской области России.

## География
Деревня расположена у речек Чернявка и Вьялка, или у речки Завьялка.

## История
Согласно Спискам населённых мест Российской империи в 1872 году посёлок Заречье относился к 2 стану Галичского уезда Костромской губернии. В нём числился 1 двор, проживало 5 мужчин и 3 женщины.
Согласно переписи населения 1897 года в деревне проживало 45 человек (15 мужчин и 30 женщин).
Согласно Списку населённых мест Костромской губернии в 1907 году деревня относилась к Воскресенской волости Галичского уезда Костромской губернии. По сведениям волостного правления за 1907 год в ней числилось 11 крестьянских дворов и 72 жителя. Основным занятием жителей деревни был малярный промысел.
До муниципальной реформы 2010 года деревня входила в состав Пронинского сельского поселения.